# Jules Jürgensen
Jules Jürgensen fue una empresa relojera fundada en Dinamarca por Jürgen Jürgensen en 1740. Tras diversas vicisitudes, estableció una filial en Suiza, que sería definitivamente cerrada en 2010.

## Historia

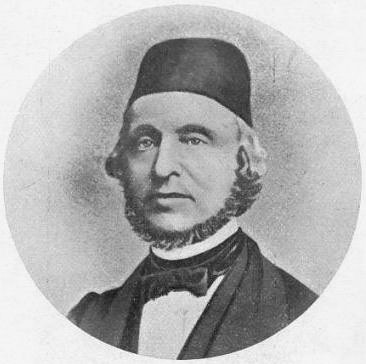
Jules Frederik Jürgensen (1808-1877)

La empresa fue fundada por Jürgen Jürgensen en 1740 en Dinamarca, cuando se asoció con Isaac Larpent bajo el nombre de "Larpent & Jürgensen". Tras el fallecimiento de Jürgen en 1811, su hijo Urban se hizo cargo de la empresa, conservando el nombre.
Tras el fallecimiento de Urban, la empresa danesa continuó operando como Urban Jürgensen & Sønner en 1891. Posteriormente, adoptó el nombre de Urban Jürgensen & Sønner Eftf en 1886, época en la que uno de los hijos de Urban, Jules Frederik, se trasladó a Suiza y estableció una sucursal.
En 1919, Ed. Heuer & Co. adquirió la empresa suiza Jürgensen y se encargó de la regulación y el ensamblaje de los relojes Jules Jürgensen utilizando ébauches producidos por LeCoultre y Victorin Piguet, que también eran proveedores de Patek Philippe & Co. La firma Jules Jürgensen fue vendida a una empresa estadounidense en 1936, pero los relojes se siguieron produciendo en Suiza hasta 1957, cuando la documentación muestra que fueron fabricados por otras empresas aunque todavía con la marca Jürgensen.
En 1974, Mort Clayman, distribuidor de relojes en Estados Unidos, adquirió la empresa. Según su sitio web, la firma había cesado sus operaciones, pero todavía mantenía sus garantías. Mort Clayman falleció en enero de 2010 y sus familiares cerraron la empresa. En 2011, el Dr. Helmut Crott, propietario de Urban Jürgensen & Sønner, adquirió los derechos de la familia Clayman.